# 民主主義のための政党
民主主義のための政党（みんしゅしゅぎのためのせいとう、スペイン語：Partido por la Democracia、PPD）は、チリ共和国の中道左派政党。2021年に結成された政党連合「民主社会主義」に所属している。単に民主党、民主主義党とも呼ばれる。同じ政党連合に参加しているチリ社会党（PS）と共に、社会主義インターナショナルに加盟している。

## 概要
軍政継続の是非を問うため1988年10月に予定されていた国民投票において、反軍政派は投票所における立会人を全国的規模で確保することが求められていた。そこで反軍政派は立会人を確保することを目的に当時のピノチェト大統領が同年4月に制定した政党法に基づいて1987年12月15日に「民主主義のための政党」（以下、PPD）を結成した。
当初、立会人を確保するために結成されたPPDであったが、その後、民主主義の復活と反軍政で一致する社会党員以外のあらゆる立場の人々を結集して大きな勢力となったため、国民投票で反軍政派が勝利し、1990年に軍政から民政へ移行した後も、そのまま独立した政党として存続した。そのような経緯のため二重党籍が認められており、初代党首で後に大統領となったリカルド・ラゴスも社会党との二重党籍をもっている。得票率・獲得議席とも本家のPSより多い。
党内では現行のコンセルタシオンの枠組み維持を重視する派閥（トハ党首及びラゴス・ヴェバル第二副党首が中心）とPC（チリ共産党）など外部勢力との共闘を重視する派閥（ジェラルディ第一副党首が中心）間での対立が指摘されている。2012年10月に予定されている統一地方選挙の一つとして行われるサンティアゴ区長選にトハ党首が出馬するため、党首を辞任した事に伴い6月13日に実施された党首選では、ジェラルディ派の支援を受けたキンタナ上院議員が六割近い得票を獲得して勝利した。
2013年11月（第1回投票）と12月（決選投票）に行われたチリ大統領選挙では、野党による政党連合「新多数派」（Nueva Mayoría）に参加、新多数派の大統領候補となったPSのミシェル・バチェレ元大統領を支援した。大統領選第1回投票と同時に実施された上下両院選挙でPPDは、上院6議席（改選前4）・下院15議席（同18）をそれぞれ獲得した。
その後も「新多数派」の後継となる政党連合に一貫して参加しており、2021年の大統領選挙では中道左派連合「新社会協定」 (Nuevo Pacto Social) の一員として統一候補のヤスナ・プロボステを支援した。

## 歴代党首
| 肖像 | 氏名                                 | 在任期間            |
| ---- | ------------------------------------ | ------------------- |
|      | リカルド・ラゴス・エスコバル         | 1987-1989/1989-1990 |
|      | Erich Schnake Silva                  | 1990-1992           |
|      | セルヒオ・ビタール・チャクラ         | 1992-1994           |
|      | Jorge Schaulsohn Brodsky             | 1994-1997           |
|      | セルヒオ・ビタール・チャクラ         | 1997-2000           |
|      | グイド・ヒラルディ・ラビン           | 2000-2002/2002-2003 |
|      | ビクトル・バルエート                 | 2003-2006           |
|      | セルヒオ・ビタール・チャクラ         | 2006-2008           |
|      | ペペ・アウト                         | 2008-2010           |
|      | アドリアーナ・ムニョス・ダルボーラ   | 2009-2010           |
|      | カロリーナ・トアー・モラーレス       | 2010-2012           |
|      | ハイメ・キンターナ・レアル           | 2012-2016           |
|      | ゴンサロ・ナバレーテ・ムニョス       | 2016-2018           |
|      | エラルド・ムニョス・バレンスエラ     | 2018-2021           |
|      | ナタリア・ピエルヘンティリ・ドメネク | 2021-2023           |
|      | ハイメ・キンターナ・レアル           | 2023-               |